# Der Löwe, der Affe und die beiden Esel

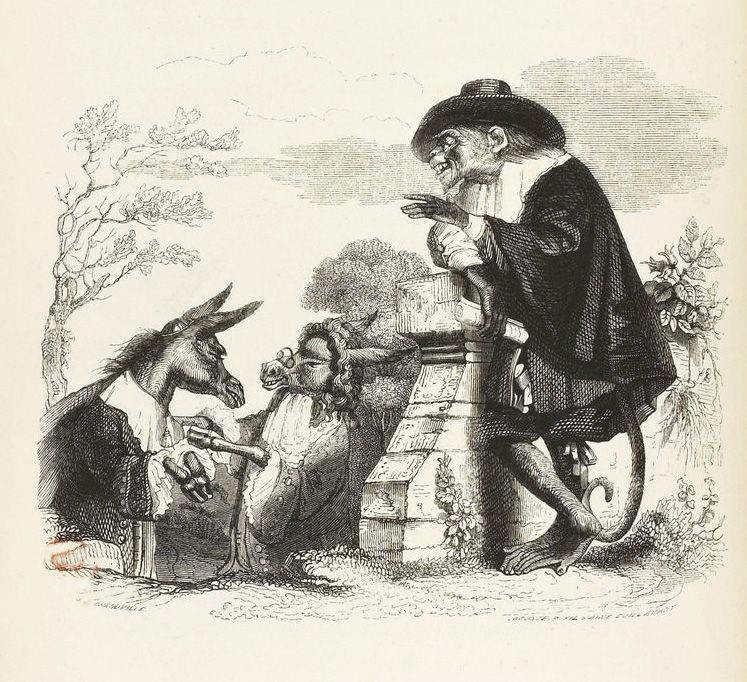
Le Lion, le Singe et les Deux Ânes (Zeichnung von Grandville)

Der Löwe, der Affe und die beiden Esel (französisch: Le Lion, le Singe et les Deux Ânes) ist eine der zahlreichen Fabeln von La Fontaine. Sie wurde 1678 als fünfte Fabel im elften Buch seiner zweiten Fabelsammlung zum ersten Mal veröffentlicht. Der französische Dichter, der anhand seiner Tierfabeln vielfache Konterfeis von Menschen aus allen gesellschaftlichen Schichten zeichnete, Männer wie Frauen, setzt hier ein lateinisches Sprichwort in Szene; „Asinus asinum fricat“ bedeutet so viel wie ein Esel reibt sich an einem Esel.

## Inhalt
Der Leu, König der Tiere, ließ eines Tages den studierten Affen zu sich holen, um sich von diesem beraten zu lassen, wie er besser regieren könne. Der Affe sprach: „Wer weise herrschen will, mein König, dessen Pflicht ist Sorge für den Staat und große Selbstüberwindung, nie sei er ein eitler Wicht, Eigenliebe kenn’ er nicht.“ Die Eigenliebe, sprach der Affe weiter, sei die Wurzel aller Fehler bei „allem Vieh“. Der Löwe verlangte daraufhin, dass ihm von jeder Art zwei Beispiele genannt werden. Doktor Affe antwortete: „Im Herzen hält jeder Beruf – wir selbst nicht wenig – und jeder Stand sich für den ersten in der Welt und all die andern nur für Laien.“ Dann berichtete der Affe, wie er einmal zwei Esel belauscht habe, wie sie sich gegenseitig beweihräucherten und sich über die Ungerechtigkeit des „vollkommenen Tieres“ beklagten, das jedem, der schwachsinnig oder unwissend ist, den Namen „Esel“ gibt, und dass dieser „lächerliche Mensch“ das Gespräch und das Lachen der Esel für bloßes Geschrei hält. Die beiden Esel bestätigten sich gegenseitig ihre Talente, der eine sei ein wahrer „Sangesfürst“ bzw. überträfe der „Göttergesang“ des andern Esels den Gesang der Philomela und selbst den des erhabenen Sängers Lambert. Und so zogen die Esel durch die Städte und lobten einander, in der Hoffnung, dass der auf den jeweils anderen vorgebrachte Ruhm auf sie selber zurückfiele. Am Ende der Fabel sinniert der Affe:
Ihr wißt ja, Ihr befahlt, daß durch Beispiel’ ich sollt’

die lächerlichen Folgen zeigen

der Eigenliebe. Von der Ungerechtigkeit

red’ ich ein ander Mal, dazu bedarf’s mehr Zeit.

So sprach der Aff’. Ob er den andern Punkt indessen

behandelt, weiß ich nicht – er mocht’ ihn scheu’n;

denn unser Doktor war kein Narr: Er hielt den Leu’n

für einen Herrn, mit dem nicht gut war Kirschen essen.

## Analyse
In seinen Tierfabeln geht Jean de La Fontaine oft davon aus, dass sie axiomatisch sind, also dass der Leser die Botschaft versteht, ohne dass sie ausgeschrieben ist. So kann mit dieser Fabel gezeigt werden, wie der Dichter eine Reihe von zusammenhängenden, impliziten Kommentaren über Tiere und ihren Status im Vergleich zum Menschen macht. Aus Le Lion, le Singe et les deux Anes geht hervor, dass die Bemerkungen des weisen Affen über die Selbstliebe auch auf jede andere Spezies zutreffen. Er leugnet, dass Tiere unterschiedlicher Art sind, indem er seine eigene Spezies mit der des Löwen gleichsetzt, da jeder Beruf von Selbstachtung erfüllt ist (Et je commence par la nôtre, deutsch: Und ich beginne mit unserem). Die implizierte Botschaft (dass keine Spezies, nicht einmal der Mensch, den anderen überlegen ist) beruht auf der unausgesprochenen Annahme, dass der Mensch nur eine andere Spezies ist, keine Herrenrasse. La Fontaine lässt die Esel lächerlich erscheinen, weil sie annehmen, ihre Art sei ‚august‘ (erlaucht). Analog dazu wird der Leser animiert, seine eigenen Ansichten über die Menschheit zu hinterfragen. La Fontaine achtet jedoch darauf, dies nicht auszusprechen, da der Empfänger der Lektion schließlich ein König ist, zwar kein Mensch, aber ein königliches Tier. Obwohl die Geschichte dem Menschen Lektionen erteilt, bleibt sie scheinbar eine Tierfabel ohne offenkundigen menschlichen Bezug. Der weise Affe selbst spricht die Moral aus: Eigenliebe macht Leute lächerlich („L’amour-propre donnant du ridicule aux gens“), er verwendet dabei den französischen Begriff gens für Menschen/Leute, um sich dann auf Tiere zu beziehen.